# جبهه گرم

تصویری از یک جبهه گرم. هوای گرم پشت جبهه به آرامی از هوای سرد جلوی جبهه که کندتر در همان جهت حرکت می‌کند، می‌گذرد. هوای گرم‌تر، به دلیل چگالی کمتر، هنگام حرکت بر روی هوای سردتر، بالا می‌رود. توده هوا در نتیجه افزایش ارتفاع آن، خنک شده و رطوبت آن متراکم می‌شود و ابر و احتمالاً بارش را پدیدمی‌آورد.

نمادی که عموماً آن را نماد یک جبهه گرم می‌دانند.

جبهه گرم نوعی جبهه هوا است که در لبه جلویی یک توده هوای گرم همگن قرار دارد و به‌طور معمول در لبه استوایی یک گرادیان هم‌دما قرار دارد. جبهه‌های گرم در ناوه‌های کم‌فشار وسیع‌تری نسبت به جبهه‌های سرد قرار گرفته و آهسته‌تر از جبهه‌های سردی که معمولاً دنبال می‌شوند، حرکت می‌کنند؛ زیرا هوای سرد متراکم‌تر است و به راحتی از سطح زمین خارج نمی‌شود. همچنین این وضعیت باعث می‌شود که مقیاس اختلاف دما در جبهه‌های گرم گسترده‌تر شود. ابرهای بخش جلویی جبهه گرم عمدتاً ابر پوشنی هستند و به‌طور کلی بارندگی با نزدیک شدن به بخش جلویی جبهه افزایش می‌یابد. مه نیز می‌تواند پبش از عبور از بخش جلویی گرم جبهه تشکیل شود. پاکسازی و گرم شدن هوا پس از عبور جبهه‌ای معمولاً سریع است. اگر توده هوای گرم ناپایدار باشد، ممکن است توفان تندری در میان ابرهای پوشنی جلوتر از جبهه قرار گیرد، و پس از عبور جبهه‌ای ممکن است همچنان توفان تندری ادامه یابد. بر روی نقشه‌های هواشناسی، محل سطح یک جبهه گرم با خط قرمزی از نیم دایره‌هایی که جهت حرکت را نشان می‌دهند، مشخص می‌شود.